# 金鉄男
金鉄男（キム・チョルラム、金鐵男、김철남）は、日本統治時代の朝鮮の独立運動家、国民革命軍の軍人。別名は金炳斗（김병두）。

## 経歴
1895年9月12日、黄海道信川郡に生まれる。1915年、ソウル儆新学校卒業。
三・一運動後、上海に亡命。福州の軍官学校を卒業。黄埔軍官学校教導第3団副団長。北伐では国民革命軍に従軍して江西省南昌を進撃した。北伐後は上海を経て南京で長い間活動した。この時期、金九や金元鳳など多くの独立運動家と交流した。
1930年、中央陸軍軍官学校第8期外国文教官。
1934年、中央陸軍軍官学校洛陽分校日本語教官。
1936年3月14日、歩兵中校。
日中戦争で空襲防御総監部消極防空処処長、湖南省空襲防御司令部司令、軍事委員会防空総監部科長を歴任。1942年、「降落傘部隊之研究」の編纂に携わっている。
1943年3月、韓国臨時政府交通部次長。同年8月、空軍設計委員会委員。1944年12月、参謀部次長。1945年2月、新韓民主党中央執行委員。
終戦後も中国に留まり、中華人民共和国成立後は北京人民芸術劇院で働いていた。1952年、癌により北京で死去。
1972年、建国勲章独立章を追叙。

## 参考
“金鐵男” (韓国語).   大韓民国国家報勲処. 2016年12月23日閲覧。